# Várkony (keresztnév)
A Várkony régi magyar személynév. A név egy avar népcsoport nevéből, a varhunból származik, újabb nyelvészeti kutatások azonban megkérdőjelezik ezt a lehetőséget. Egyes források szerint a 'várkunok' az avar elnevezése volt, az avarok két fő népelemének, a kínai források által is említett uar és a hunni törzsek nevének összevonásából származik. Egykorú dokumentumok szerint az avarokat a régi magyarok várkunoknak hívták.[forrás?]

## Gyakorisága
Az 1990-es években szórványos név, a 2000-es években nem szerepel a 100 leggyakoribb férfinév között.

## Névnapok
- július 2.[2]
- október 22.[2]